# Мария Симонова
Мария Симонова (на горнолужишки: Marja Simonowa) е медицинска сестра от лужишки произход. Тя е съоснователка на женската асоциация „Алберт-Ферайн“ (предшественик на германския Червен кръст), следвайки нейния опит като медицинска сестра на бойното поле по време на австро-пруската война. По-късно тя е една от главните немски медицински сестри по време на френско-пруската война, организирайки медицинския персонал и раздаването на храна във военната болница в град Нанси. По-късно тя създава няколко медицински заведения в град Дрезден и посвещава остатъка от живота си на обучението на нови медицински сестри. Нейното име е високо ценено в Германия, като я наричат „саксонската Флорънс Найтингейл“.

## Биография
Родена е на 26 август 1824 г. в лужишкото село Добершау, Добершау-Гаусгиг, окръг Бауцен, Кралство Саксония. Тя е извънбрачно дете на Анна Янаш, нейният баща е бил овчар от Гьода на име Йохан Хауке. Основна грижа към нея при нейното отглеждане полага дядо ѝ по майчина линия Йохан Янаш, местен кръчмар, протестант. Посещава основно училище в Гнашвиц, където научава немски език, като преди това единствен за ней говорим език е бил лужишкият. Оставайки сираче на 11-годишна възраст, тя прекарва голяма част от юношеството си години в съседната Австрийска империя. Някъде по това време тя е омъжена за мъж на име Росек, но по-късно се развеждат. През 1852 г. тя се премества в Дрезден в Саксония и на следващата година се омъжва за търговеца Фридрих Антон Симон. Те заедно управляват магазин за бельо на площад „Алтмаркт“ в Дрезден, а дъщеря им Олга Евгения по-късно се омъжва за саксонския придворен фотограф Хуго Енглер. Мария Сомонова получава образование за медицинска сестра докато е на стаж в Института на дяконисите в Дрезден и Университетската болница в Лайпциг, а през 1863 г. получава саксонско гражданство.
Мария Симонова става медицинска сестра-доброволка по време на австро-пруската война от 1866 г. и е присъствала след битката при Кьониграц (дн. Храдец Кралове, Чехия), където над 900 ранени войници са били оставени на полето без медицинска помощ. Връщайки се няколко дни по-късно с голям запас от доставки, тя се грижи за ранените в продължение на 17 седмици. През 1867 г. Мария Симонова и Карола Шведска съосновават женската асоциация „Алберт-Ферайн“ (предшественик на Германския червен кръст), наречена на съпруга на Карола – престолонаследника принц Алберт. Карола назначава лично Мария Симонова в борда на директорите, където тя е натоварена със задачата да контролира медицинските сестри – наричани „албертинки“, и да управлява лечението на бедните.
По време на френско-пруската война от 1870 г. Мария Симонова и дванадесет други медицински сестри от асоциация „Алберт-Ферайн“ се включват доброволно като военнослужещи в армията на Германската империя. Тя присъства при обсадата на Мец и битката при Седан, след това тя продължава към Нанси (голямо железопътно депо, което по това време има най-голямата военна болница в цялата германска територия). В допълнение към грижата за ранените войници, тя „организира разполагането на медицински сестри“ и наблюдава разпределението на храната в болниците. Тя служи от 5 август 1870 г. до 11 март 1871 г. Мария Симонова е високо ценена за дейността си по време на войната, и е удостоена с редица награди и отличия.
След войната тя се посвещава по-интензивно в обучаването на медицински сестри. През 1872 г., до голяма степен за своя сметка тя създава санаториум за войници с увреждания в Лошвиц (също използван като център за обучение на медицински сестри), както и поликлиника в Нойщат. В допълнение, тя ръководи тригодишна програма за обучение на медицински сестри, последните шест месеца от която те са под ръководството на лекари в Университетската болница в Лайпциг. Мария Симонова умира в санаториума си в Лошвиц на 20 февруари 1877 г., на 52-годишна възраст. Погребението ѝ се състои два дни по-късно, погребана е в гробището „Тринити“ в Дрезден, в присъствието на голям брой хора. Нейният гроб, който бива разрушен от съюзническите бомбардировки по време на Втората световна война е възстановен през май 2023 г. с финансовата подкрепа на Германския червен кръст и местното правителство.
Германският Червен кръст счита Мария Симонова за „пионер на модерното сестринство“, който изиграва ключова роля в създаването на организацията в Саксония, докато съвременният лекар Лудвиг Майер я възхвалява като „саксонската Флорънс Найтингейл“. През 1907 г. улица в Дрезден е кръстена на нейно име.

## Награди и отличия
Мария Симонова е носителка на следните награди и отличия:
- Австрия: Орден на Франц Йосиф
- Прусия: Кръст за заслуги към жените и девойките (1871)
- Кралство Саксония: Орден на Сидония (1871)
- Кралство Вюртемберг: Орден на Олга